# زندگی الکتریکی لوئیس وین
زندگی الکتریکی لوئیس وین (به انگلیسی: The Electric Life of Louis Wain) یک فیلم بیوگرافی آمریکایی از سال ۲۰۲۲ به کارگردانی ویل شارپ با بازی بندیکت کامبربچ، کلر فوی، آندره‌آ ریسبرو، شارون رونی، کریستال کلارک و توبی جونز است. این فیلم در ۱ ژانویه ۲۰۲۲ در انگلستان منتشر شد.

## داستان
این فیلم به زندگی نقاش معروف لوئیس وین (کامبربچ) و همسر او امیلی ریچاردسون (فوی) و رابطهٔ میان این دو می‌پردازد.

## بازیگران اصلی
- بندیکت کامبربچ در نقش لوئیس وین
- کلر فوی در نقش امیلی ریچاردسون-وین
- جیمی دمتریو در نقش ریچارد کاتون وودویل، جونیور[۴]
- آندره‌آ ریسبرو
- توبی جونز
- هیلی اسکوایرز
- استیسی مارتین
- ویل شارپ
- جولیان بارات
- شارون رونی
- ایمی لو وود در نقش کلر[۵]
- عدیل اختر
- عاصم چودری
- ایندیکا واتسون در نقش جوان فلیسی وین
- سوفیا دی مارتینو در نقش جودیت
- اولیویه ریشترز
- کریستال کلارک

## تولید
فیلمنامه اصلی سایمون استفنسن برای فهرست برگزیده‌ترین فیلمنامه‌های تولید نشده بریتانیا در سال ۲۰۱۴ انتخاب شد.
فیلمبرداری از ۱۰ آگوست در لندن آغاز شد. در اوت ۲۰۱۹، هایلی اسکوایرز، استیسی مارتین، جولیان بارات، شارون رونی، ایمی لو وود، عدیل اختر و آسیم چودری به جمع بازیگران فیلم پیوستند.